# Lasioglossum
Lasioglossum es un género de himenópteros apócritos de la familia Halictidae,  uno de los géneros más amplios de abejas. Contiene varios centenares de especies en muchos subgéneros. Es cosmopolita.
Son muy variables en tamaño, color y textura. Entre las variantes más desusadas están los cleptoparasitoides que ponen sus huevos en los nidos de otras especies de abejas. Algunas especies son nocturnas y también hay especies oligolécticas (que recogen polen de un número limitado de especies de flores).
En este género existen ejemplos de varios grados de socialidad con especies exclusivamente solitarias, comunales, semisociales y primitivamente eusociales.
Una de las especies mejor conocidas es la especie europea Lasioglossum malachurum.